# Denmark Open 1974
Die Denmark Open 1974 im Badminton fanden vom 9. bis zum 12. März 1974 in Kopenhagen statt.

## Sieger und Platzierte
| Disziplin    | Gold                           | Silber                             | Bronze                             |
| ------------ | ------------------------------ | ---------------------------------- | ---------------------------------- |
| Herreneinzel | Svend Pri                      | Sture Johnsson                     | Flemming Delfs                     |
| Herreneinzel | Svend Pri                      | Sture Johnsson                     | Thomas Kihlström                   |
| Dameneinzel  | Hiroe Yuki                     | Lene Køppen                        | Joke van Beusekom                  |
| Dameneinzel  | Hiroe Yuki                     | Lene Køppen                        | Eva Stuart                         |
| Herrendoppel | Tjun Tjun Johan Wahjudi        | Iie Sumirat Christian Hadinata     | Punch Gunalan Soong Chok Soon      |
| Herrendoppel | Tjun Tjun Johan Wahjudi        | Iie Sumirat Christian Hadinata     | Svend Pri Poul Petersen            |
| Damendoppel  | Machiko Aizawa Etsuko Takenaka | Pernille Kaagaard Ulla Strand      | Marieluise Zizmann Brigitte Steden |
| Damendoppel  | Machiko Aizawa Etsuko Takenaka | Pernille Kaagaard Ulla Strand      | Hiroe Yuki Mika Ikeda              |
| Mixed        | Elo Hansen Ulla Strand         | Wolfgang Bochow Marieluise Zizmann | Steen Skovgaard Pernille Kaagaard  |
| Mixed        | Elo Hansen Ulla Strand         | Wolfgang Bochow Marieluise Zizmann | Poul Petersen Anne Flindt          |

## Finalresultate
| Disziplin    | Sieger                         | Finalist                           | Ergebnis         |
| ------------ | ------------------------------ | ---------------------------------- | ---------------- |
| Herreneinzel | Svend Pri                      | Sture Johnsson                     | 15–11, 15–5      |
| Dameneinzel  | Hiroe Yuki                     | Lene Køppen                        | 11–4, 9–12, 12–9 |
| Herrendoppel | Tjun Tjun Johan Wahjudi        | Iie Sumirat Christian Hadinata     | 18–14, 15–9      |
| Damendoppel  | Machiko Aizawa Etsuko Takenaka | Pernille Kaagaard Ulla Strand      | 18–15, 15–12     |
| Mixed        | Elo Hansen Ulla Strand         | Wolfgang Bochow Marieluise Zizmann | 15–5, 15–3       |